# Nußberg, Kriva Vrba
Nußberg je naselje v Občini Kriva Vrba v Okraju Celovec-dežela na Koroškem v Avstriji.